# Station Elsecar
Elsecar is een spoorwegstation van National Rail in Elsecar, Barnsley in Engeland. Het station is eigendom van Network Rail en wordt beheerd door Northern Rail. Het station is geopend in 1897.